# Marathon van Osaka 2015

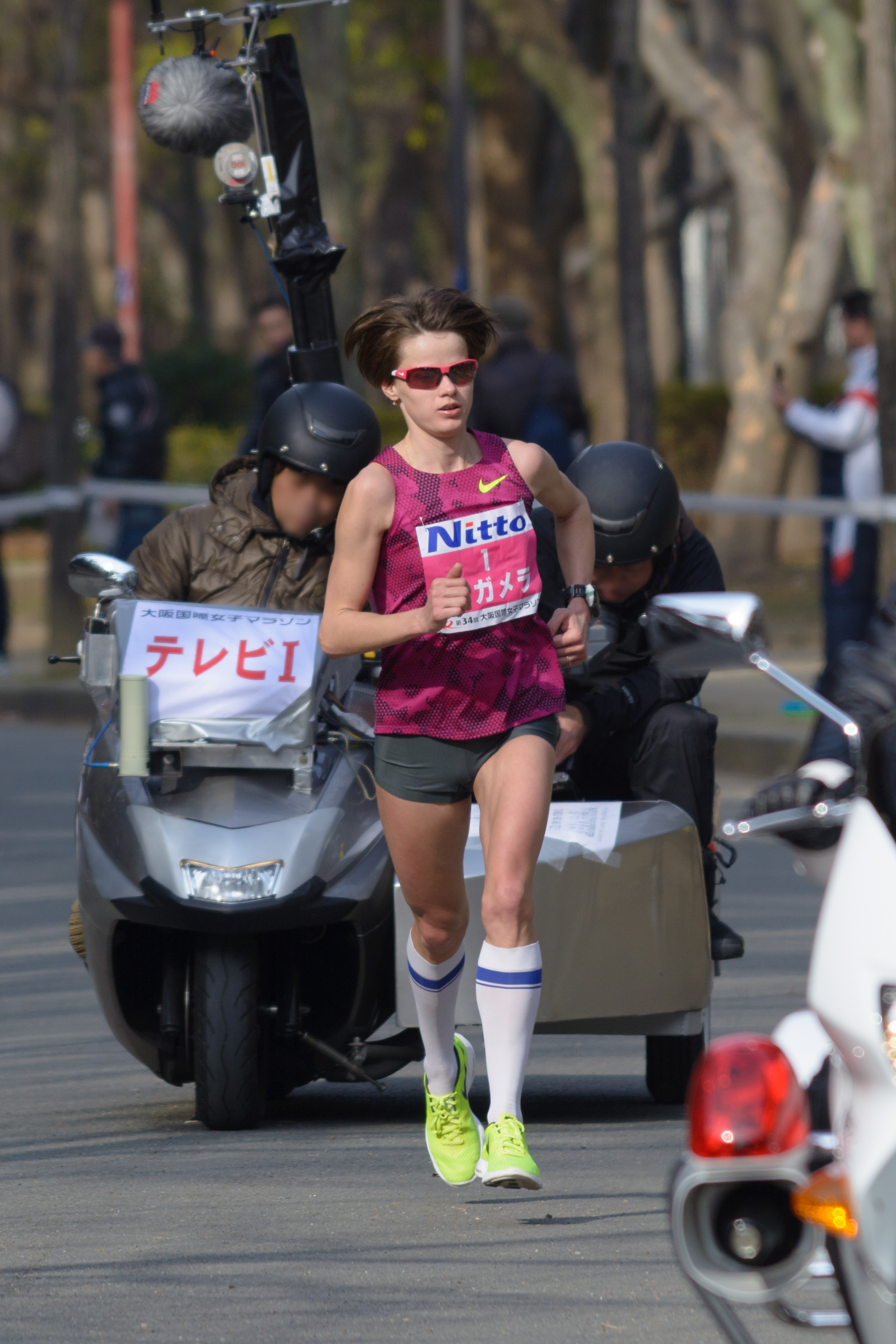
Tetjana Hamera-Sjmyrko op weg naar de eindoverwinning.

De Marathon van Osaka 2015 werd gelopen op zondag 25 januari 2015. Het was de 34e editie van deze marathon. Alleen vrouwelijke elitelopers mochten aan de wedstrijd deelnemen.
De Oekraïense Tetjana Hamera-Sjmyrko won voor de derde maal op rij. Met een tijd van 2:22.09 had ze wederom een ruime voorsprong op haar achtervolgers.

## Uitslag
| rang   | naam                   | land | tijd    |
| ------ | ---------------------- | ---- | ------- |
| Goud   | Tetjana Hamera-Sjmyrko | UKR  | 2:22.09 |
| Zilver | Jeļena Prokopčuka      | LAT  | 2:24.07 |
| Brons  | Risa Shigetomo         | JPN  | 2:26.39 |
| 4      | Yuko Watanabe          | JPN  | 2:28.36 |
| 5      | Chieko Kido            | JPN  | 2:29.08 |
| 6      | Rika Shintaku          | JPN  | 2:29.27 |
| 7      | Mari Ozaki             | JPN  | 2:29.56 |
| 8      | Yukiko Okuno           | JPN  | 2:32.41 |
| 9      | Shoko Mori             | JPN  | 2:34.28 |
| 10     | Kanae Shimoyama        | JPN  | 2:35.26 |
| 11     | Yoshiko Sakamoto       | JPN  | 2:36.29 |
| 12     | Hisae Yoshimatsu       | JPN  | 2:39.48 |
| 13     | Eri Tayama             | JPN  | 2:39.53 |
| 14     | Hiroko Miyauchi        | JPN  | 2:41.29 |
| 15     | Bornes Chepkirui       | KEN  | 2:41.47 |
| 16     | Azusa Nojiri           | JPN  | 2:42.16 |
| 17     | Sakiko Matsumi         | JPN  | 2:43.01 |
| 18     | Mayuko Ohata           | JPN  | 2:44.59 |
| 19     | Yumi Salai             | JPN  | 2:46.19 |
| 20     | Shiho Suetsugu         | JPN  | 2:47.51 |
| 21     | Momoko Matsue          | JPN  | 2:48.06 |
| 22     | Reiko Kobayashi        | JPN  | 2:48.15 |
| 23     | Toshiko Yoshikawa      | JPN  | 2:48.39 |
| 24     | Mitsuko Ino            | JPN  | 2:49.28 |
| 25     | Yukari Nomura          | JPN  | 2:49.34 |

1982 ·
1983 ·
1984 ·
1985 ·
1986 ·
1987 ·
1988 ·
1989 ·
1990 ·
1991 ·
1992 ·
1993 ·
1994 ·
1995 ·
1996 ·
1997 ·
1998 ·
1999 ·
2000 ·
2001 ·
2002 ·
2003 ·
2004 ·
2005 ·
2006 ·
2007 ·
2008 ·
2009 ·
2010 ·
2011 · 
2012 ·
2013 ·
2014 ·
2015 ·
2016 ·
2017